# Cathedral Quartet
Het Cathedral Quartet, ook wel The Cathedrals, was een Amerikaanse southern gospel-kwartet.

## Ontstaan
The Cathedrals begonnen als trio in 1963, bestaande uit Glen Payne (voormalig leadzanger van het Weatherford Quartet), tenor Bobby Clark, en bariton Danny Koker. Ze vormden de huisgroep van de Cathedral of Tomorrow, een kerk van de televisie-evangelist Rex Humbard in Cuyahoga Falls, Ohio. Binnen een jaar deed ook George Younce, bas van het Blue Ridge Quartet, mee. De groep reisde met evangelist Humbard het land door. In 1969 gaven Payne en Younce aan niet langer als 'kerkkwartet' onder de hoede van Humbard te willen opereren. Ze deden vervolgens mee aan diverse tv-shows, maar raakten breder bekend in Amerika na hun deelname in de jaren '70 aan Bill Gaithers 'Praise Gatherings'.

## Ontwikkelingen
De groep maakte diverse wisselingen in samenstelling mee. In 1979 kozen Roy Tremble en George Amon Webster ervoor de groep te verlaten, ervan overtuigd dat zij in hun carrière werden belemmerd door de 'oude mannen' Payne en Younce. Gesteund door het publiek gingen de Payne en Younce op zoek naar nieuwe leden en zij vonden Kirk Talley (from the Hoppers) als nieuwe tenor en Steve Lee als bariton. In 1987 kreeg Younce een hartaanval en werd tijdelijk vervangen door Gerald Wolfe. In 1990 sloot Ernie Haase zich bij de groep aan, hij zou later dat jaar trouwen met Younce' dochter Lisa.
Begin jaren 90 werd de groep, die op dat moment bestond uit Payne, Younce, Haase en Fowler, benaderd door Bill Gaither voor samenwerking. Gaither had met zijn Gaither Vocal Band een cd opgenomen met klassiekers uit de southern gospel. Aanvankelijk deden alleen Payne en Younce mee aan de Homecoming-activiteiten van Gaither, later de hele groep. Hiermee werd een hele nieuwe doelgroep aangeboord.
In 1999 besloot de groep, mede vanwege Younce' slechte gezondheid, te stoppen. The Cathedrals hielden nog een laatste tournee, toen bekend werd dat Payne aan leverkanker leed. Zijn partij werd ingevuld door Roger Bennett. Nog voor de tour afgelopen was, overleed Payne. Bennett maakte de serie concerten af. In dit jaar werden ze ook opgenomen in de Gospel Music Hall of Fame.
Roger Bennett en Scott Fowler gingen verder in het nieuwe kwartet Legacy Five. Ernie Haase begon een solocarrière. Younce herstelde na een tijdje voldoende om aan de Gaither Homecoming-serie mee te doen. Met de hulp van Bill Gaither startten Younce en zijn schoonzoon Haase in 2000 het Old Friends Quartet, deze groep hield al na een paar jaar op te bestaan. Haase richtte in 2002 Ernie Haase & Signature Sound op. Younce overleed op 11 april 2005.

## Samenstelling
Tenor
- Bobby Clark (1963-1967)
- Mack Taunton (1967-1971)
- Roger Horne (1971-1972)
- Bobby Clark (1972)
- Roy Tremble (1972-1979)
- Kirk Talley (1979-1983)
- Danny Funderburk (1983-1990)
- Kurt Young (1990)
- Ernie Haase (1990-1999)

Leadzanger
- Glen Payne (1963-1999)
- Roger Bennett (1999)

Bariton
- Danny Koker (1963-1969)
- George Amon Webster (1969-1971)
- Roy Tremble (1971-1972)
- Bill Dykes (1972-1974)
- George Amon Webster (1974-1979)
- Roger Horne (1979)
- Steve Lee (1979-1980)
- Mark Trammell (1980-1990)
- Scott Fowler (1990-1999)

Bas
- George Younce (1964-1999)
- Gerald Wolfe (1987)

## Discografie
- 1963 The Cathedral Trio
- 1963 When the saints go marching in
- 1964 Beyond the sunset
- 1965 Taller than Trees
- 1965 Presenting... The Cathedral Quartet, Mariner's Quartet, Gospel Harmony Boys
- 1965 The Cathedral Quartet With Strings
- 1966 The Cathedral Quartet With Brass
- 1966 Greatest Gospel Hits
- 1966 Land of the Bible
- 1968 Family Album
- 1968 Focus On Glen Payne
- 1968 I Saw the Light
- 1969 Jesus is Coming Soon
- 1970 I'm Nearer Home
- 1970 It's Music Time
- 1970 A Little Bit of Everything
- 1971 Everything's Alright
- 1971 Somebody Loves Me
- 1971 Right On
- 1972 Welcome to Our World
- 1973 Seniors in Season
- 1973 Town and Country
- 1973 The Last Sunday
- 1974 Our Statue of Liberty
- 1974 Live in Concert
- 1975 Plain Ole Gospel
- 1975 For Keeps
- 1976 The Cathedral Quartet Sings Albert E. Brumley Classics
- 1976 Easy on the Ears, Heavy on the Heart
- 1977 Then and Now
- 1978 One at a Time
- 1978 The Cathedral Quartet Featuring Oh, What a Love
- 1978 Sunshine and Roses
- 1979 You Ain't Heard Nothing Yet
- 1979 Live
- 1979 Keep On Singing
- 1979 Smooth as Silk

- 1980 Interwoven
- 1980 Better Than Ever
- 1980 Telling the World About His Love
- 1981 Cherish That Name
- 1981 Colors of His Love
- 1982 Greater
- 1982 Oh Happy Day
- 1982 Something Special
- 1983 Individually
- 1983 Voices in Praise Acapella
- 1983 Live in Atlanta
- 1984 Distinctively
- 1984 The Prestigious Cathedral Quartet
- 1985 An Old Convention Song
- 1985 Especially For You
- 1985 A Cathedral Christmas A Capella
- 1986 Master Builder
- 1986 Travelin' Live
- 1987 Land of the Living
- 1987 Symphony of Praise
- 1988 Goin' In Style
- 1989 I've Just Started Living
- 1989 25th Anniversary
- 1990 Climbing Higher and Higher
- 1991 The Best of Times
- 1992 Camp Meeting
- 1993 High and Lifted Up
- 1993 Worship His Glory: Acapella Praise
- 1994 Raise the Roof: 30th Anniversary
- 1995 A Reunion
- 1996 Radio Days
- 1996 Together (Cathedrals and Florida Boys)
- 1997 Alive! Deep in the Heart of Texas
- 1998 Faithful